# 마더스 오브 인벤션
마더스 오브 인벤션(The Mothers of Invention)은 캘리포니아 출신 미국의 록 밴드였다. 1964년에 만들어진 그들의 작품은 소닉 실험, 혁신적인 앨범 아트, 그리고 정교한 라이브 쇼의 사용으로 특징지어진다.
원래 소울 자이언츠라고 불리는 리듬 앤 블루스 밴드의 첫 라인업에는 레이 콜린스, 데이비드 코로나도, 레이 헌트, 로이 에스트라다, 지미 칼 블랙이 포함되었다. 프랭크 자파는 이 밴드의 원조 색소폰 연주자/리더인 콜린스와 코로나도의 싸움에 이어 기타리스트를 맡아달라는 요청을 받았다. 자파는 그들이 자신의 원작을 공연할 것을 주장했고, 1964년 어머니의 날에 그들의 이름을 마더스로 바꾸었다. 음반사 간부들은 이름을 바꾸라고 요구했고, 그래서 "필수적으로" 자파는 나중에 "우리는 발명품의 어머니가 되었다"고 말했다.
초기 투쟁 후에, 마더스는 상당한 대중적인 상업적 성공을 거두었다. 이 밴드는 1960년대 후반 캘리포니아의 언더그라운드 음악 무대에서 처음 연주되는 인기를 얻었다. 자파의 지휘 아래, 그것은 레이블의 다양화 계획의 일환으로 재즈 레이블인 버브 레코드와 계약되었다. 버브는 1966년에 자파, 콜린스, 블랙, 에스트라다, 엘리엇 잉버를 포함한 라인업을 특징으로 하는 마더스 오브 인벤션의 데뷔 더블 음반 《Freak Out!》을 발매했고, 돈 프레스톤은 곧 밴드에 합류했다.

## 디스코그래피
- Freak Out! (1966)
- Absolutely Free (1967)
- We're Only in It for the Money (1968)
- Cruising with Ruben & the Jets (1968)
- Uncle Meat (1969)
- Burnt Weeny Sandwich (1970)
- Weasels Ripped My Flesh (1970)
- Fillmore East - June 1971 (1971)
- Just Another Band from L.A. (1972)
- Over-Nite Sensation (1973)
- Roxy & Elsewhere (1974)
- One Size Fits All (1975)
- Bongo Fury (1975)
- You Can't Do That on Stage Anymore, Vol. 2 (1988)
- Playground Psychotics (1992)
- Ahead of Their Time (1993)
- Joe's Corsage (2004)
- Carnegie Hall (2011)